# Isabelle Gardien
Pour les articles homonymes, voir Gardien.
Isabelle Gardien est une actrice française, sociétaire de la Comédie-Française. Son départ a été voté le 7 décembre 2009 par le Comité de la Comédie-Française. Également active dans le doublage, elle est la voix française régulière de Cate Blanchett et d'Emily Watson, ainsi qu'une des voix de Tilda Swinton et Julianne Moore.

## Théâtre

### Carrière à la Comédie-Française
- Entrée à la Comédie-Française le 1er septembre 1989
- Sociétaire le 1er janvier 1995
- 491e sociétaire
- Départ le 31 décembre 2010
- 1990 : L'Émission de télévision de Michel Vinaver, mise en scène Jacques Lassalle, Théâtre national de l'Odéon, Théâtre national de Strasbourg
- 1991 : Iphigénie de Racine, mise en scène Yánnis Kókkos
- 1992 : Pour Serge Rezvani lecture France Culture Comédie-Française Festival d'Avignon
- 1993 : L'Impromptu de Versailles et Les Précieuses ridicules de Molière, mise en scène Jean-Luc Boutté, Salle Richelieu
- 1994 : Hamlet de William Shakespeare, mise en scène Georges Lavaudant
- 1995 : Bajazet de Racine, mise en scène Éric Vigner, Théâtre du Vieux-Colombier, Atalide
- 1995 : Intrigue et Amour d'après Friedrich von Schiller, mise en scène Marcel Bluwal
- 1997 : La Vie parisienne de Jacques Offenbach, mise en scène Daniel Mesguich
- 1999 : La Vie quotidienne de Rainer Maria Rilke, mise en scène Philippe Macaigne, Studio-Théâtre
- 1999 : L'Incorruptible d'Hugo von Hofmannsthal, mise en scène Philippe Adrien, Théâtre du Vieux-Colombier
- 2000 : Cinna de Corneille, mise en scène Simon Eine
- 2000 : Le Misanthrope de Molière, mise en scène Jean-Pierre Miquel, Théâtre du Vieux-Colombier
- 2000 : Les Femmes savantes de Molière, mise en scène Simon Eine, Salle Richelieu
- 2001 : Le Froussard de Pál Békés, mise en lecture Jacques Connort, Studio-Théâtre
- 2001 : Sganarelle ou le Cocu imaginaire de Molière, mise en scène Thierry Hancisse, Studio-Théâtre
- 2002 : Un jour de légende - Les Temps modernes de Victor Hugo d'après La Légende des siècles, poèmes lus à plusieurs voix
- 2002 : Le Vertige des animaux avant l'abattage de Dimítris Dimitriádis, mise en lecture Michel Didym et Armando Llamas, Studio-Théâtre
- 2002 : Hedda Gabler d'Henrik Ibsen, mise en scène Jean-Pierre Miquel, Théâtre du Vieux-Colombier
- 2002 : Le Malade imaginaire de Molière, mise en scène Claude Stratz
- 2002 : Hommage à Alexandre Dumas, Théâtre du Vieux-Colombier
- 2003 : Le Malade imaginaire de Molière, mise en scène Claude Stratz
- 2003 : Esther de Racine, mise en scène Alain Zaepffel
- 2003 : Bouli Miro de Fabrice Melquiot, mise en scène Christian Gonon, Studio-Théâtre
- 2004 : Les Effracteurs de José Pliya, mise en scène de l'auteur, Studio-Théâtre
- 2004 : Le Menteur de Corneille, mise en scène Jean-Louis Benoît
- 2004 : Bouli Miro de Fabrice Melquiot, mise en scène Christian Gonon, Studio-Théâtre
- 2004 : Place des Héros de Thomas Bernhard, mise en scène Arthur Nauzyciel, Comédie-Française
- 2005 : Place des héros de Thomas Bernhard, mise en scène Arthur Nauzyciel, Théâtre de Lorient
- 2005 : Le Malade imaginaire de Molière, mise en scène Claude Stratz
- 2006 : Le Menteur de Corneille, mise en scène Jean-Louis Benoît
- 2006 : L’Élégant Profil d’une Bugatti sous la lune de Jean Audureau, mise en scène Serge Tranvouez, Théâtre du Vieux-Colombier
- 2006 : Cyrano de Bergerac d'Edmond Rostand, mise en scène Denis Podalydès
- 2006 : Ophélie et autres animaux de Jacques Roubaud, mise en scène Jean-Pierre Jourdain, Studio-Théâtre
- 2006 : Le Malade imaginaire de Molière, mise en scène Claude Stratz
- 2007 : Le Malade imaginaire de Molière, mise en scène Claude Stratz
- 2007 : Cyrano de Bergerac d'Edmond Rostand, mise en scène Denis Podalydès
- 2008 : Vie du grand dom Quichotte et du gros Sancho Pança d'António José da Silva, mise en scène Émilie Valantin
- 2008 : Cyrano de Bergerac d'Edmond Rostand, mise en scène Denis Podalydès
- 2009 : La Grande Magie d'Eduardo De Filippo, mise en scène Dan Jemmett
- 2009 : Vie du grand dom Quichotte et du gros Sancho Pança d'António José da Silva, mise en scène Émilie Valantin
- 2009 : Le Malade imaginaire de Molière, mise en scène Claude Stratz
- 2010 : Le bruit des os qui craquent de Suzanne Lebeau, mise en scène Anne-Laure Liégeois, Studio-Théâtre
- 2010 : Burn baby burn de Carine Lacroix, mise en scène Anne-Laure Liégeois, Studio-Théâtre
- 2010 : Les Femmes savantes de Molière, mise en scène Bruno Bayen, Théâtre du Vieux-Colombier

### Hors Comédie Française
- 1987 : Le Préjugé vaincu de Marivaux, mise en scène Éric Sadin, Théâtre du Tourtour
- 2007 : Le Misanthrope de Molière, mise en scène Lukas Hemleb, Théâtre de Cachan
- 2011 : Ce matin la neige de Françoise du Chaxel, mise en scène Sylvie Ollivier, Le Palace
- 2011 : L'Échange de Paul Claudel, mise en scène Valérie Castel Jordy, Théâtre à Châtillon

## Filmographie

### Cinéma
- 2015 : Neiges d'automne de Hugo Bardin

### Télévision
- 1988 : Les Cinq Dernières Minutes Le fantôme de la Villette de Roger Pigaut

## Doublage

### Cinéma

#### Films
- Cate Blanchett[1] dans (23 films) :
  - Elizabeth (1998) : Élisabeth Ire d'Angleterre
  - Un mari idéal (1999) : Lady Gertrude Chiltern
  - Le Talentueux Mr Ripley (1999) : Meredith Logue
  - Les Larmes d'un homme (2000) : Lola
  - Bandits (2001) : Kate Wheeler
  - Heaven (2002) : Philippa
  - Les Disparues (2003) : Maggie Gilkeson
  - Coffee and Cigarettes (2003) : Shelly
  - Aviator (2004) : Katharine Hepburn
  - Babel (2006) : Susan Jones
  - I'm Not There (2007) : Jude Quinn
  - Elizabeth : L'Âge d'or (2007) : Élisabeth Ire d'Angleterre
  - L'Étrange Histoire de Benjamin Button (2008) : Daisy
  - Robin des Bois (2010) : Belle Marianne
  - Hanna (2011) : Marissa Wiegler
  - The Monuments Men (2014) : Rose Valland
  - Carol (2015) : Carol Aird
  - Song to Song (2017) : Amanda
  - Ocean's 8 (2018) : Lou Miller
  - La Prophétie de l'horloge (2018) : Mme Florence Zimmermann
  - Mowgli : La Légende de la jungle (2018) : Kaa
  - Tár (2022) : Lydia « Linda » Tár
  - The Insider (2025) : Kathryn St. Jean

- Emily Watson[1] dans (11 films) :
  - Breaking the Waves (1996) : Bess McNeill
  - The Boxer (1997) : Maggie
  - Les Cendres d'Angela (1999) : Angela McCourt
  - Punch-Drunk Love (2002) : Lena Leonard
  - Equilibrium (2002) :  Mary O'Brien
  - Synecdoche, New York (2008) : Tammy
  - Cheval de guerre (2011) : Rose Narracott, la mère d'Albert
  - Anna Karénine (2012) : la comtesse Lydia
  - La Voleuse de livres (2013) : Rosa Hubermann
  - Everest (2015) : Helen Wilton
  - Kingsman : Le Cercle d'or (2017) : Fox, la chef de cabinet de la Maison-Blanche

- Nina Hoss[1] dans (5 films) :
  - Le Volcan (1999) : Marion von Kammer
  - Yella (2007) : Yella Fichte
  - Phoenix (2014) : Nelly Lenz
  - Pelican Blood (2019) : Wiebke
  - L'Audition (2019) : Anna Bronsky

- Tilda Swinton[1] dans (4 films) :
  - Crime contre l'humanité (2004) : Annemarie Livi
  - Constantine (2005) : Gabriel
  - Michael Clayton (2007) : Karen Crowder
  - La Chambre d'à côté (2024) : Martha Hunt / Michelle Hunt

- Julianne Moore[1] dans (4 films) :
  - Blindness (2008) : la femme du docteur
  - Chloé (2009) : Catherine Stewart
  - Non-Stop (2014) : Jen Summers
  - Bel Canto (2018) : Roxanne Coss

- Embeth Davidtz[1] dans :
  - The Gingerbread Man (1998) : Mallory Doss
  - L'Homme bicentenaire (1999) : Amanda Martin / Portia Charney
  - Retribution (2023) : Heather Turner

- Nina Petri[1] dans :
  - L'Insaisissable (2000) : Grete
  - Big Girls Don't Cry (2002) : Ann
  - Courant alternatif (2005) : Gesine

- Penelope Ann Miller[1] dans :
  - Le Masque de l'araignée (2001) : Elizabeth Rose
  - Les Messagers (2007) : Denise

- Barbara Auer dans : 
  - Der Liebeswunsch (2006) : Marlene
  - Jonathan (2016) : Martha

- Geraldine Chaplin dans : 
  - Moi et Kaminski (2015) : Thérèse Lessing
  - Quelques minutes après minuit (2016) : la directrice de l'école

- Tara Morice dans : 
  - Pierre Lapin 2 : Panique en ville (2021) : l'officière
  - Carmen (2022) : Marie

- 1996 : Roméo + Juliette : Caroline Montaigue (Christina Pickles)
- 1996 : La Nuit des rois : Olivia (Helena Bonham Carter)
- 1998 : Les Idiots : Karen (Bodil Jørgensen)
- 1999 : Pour l'amour du jeu : Jane Aubrey (Kelly Preston)
- 2000 : The Patriot : Charlotte Shelton (Joely Richardson)
- 2001 : Le Chocolat : Joséphine Muscat (Lena Olin)
- 2003 : Comment se faire larguer en 10 leçons : Judy Spears (Michael Michele)
- 2004 : Bridget Jones : L'Âge de raison : Magda (Jessica Stevenson)
- 2005 : La Légende de Zorro : ? ( ? )
- 2006 : The Host : Park Nam-joo (Bae Doona)
- 2006 : Le Labyrinthe de Pan : Ofelia (Ivana Baquero)
- 2008 : Et après : Claire Del Amico (Evangeline Lilly)
- 2010 : Repo Men : Carol (Carice van Houten)
- 2010 : Les Yeux de Julia : Julia / Sara (Belén Rueda)
- 2010 : Kick-Ass : Mme Zane (Deborah Twiss)
- 2010 : La Solitude des nombres premiers : Elena (Giorgia Senesi)
- 2011 : The Deep Blue Sea : Hester Collyer (Rachel Weisz)
- 2012 : La Dame en noir : Mme Daily (Janet McTeer)
- 2012 : Captive : Sophie Bernstein (Katherine Mulville)
- 2014 : Birdman : Sylvia (Amy Ryan)
- 2015 : A War : Lisbeth Danning (Charlotte Munck)
- 2015 : Le Labyrinthe : La Terre brûlée : Mary (Lili Taylor)
- 2015 : Une seconde mère : Barbara (Karine Teles)
- 2015 : Les péchés du passé : Shayla Traggert (Trie Donovan)
- 2016 : Julieta : Juana (Nathalie Poza)
- 2016 : Miss Peregrine et les Enfants particuliers : Dr Nancy Golan (Allison Janney)
- 2016 : Un héritage mortel : Maggie (Rya Kihlstedt)
- 2016 : Liés à jamais : Mme Menabar (Annabella Sciorra)
- 2017 : Mary : Evelyn Adler (Lindsay Duncan)
- 2017 : La Tour sombre : Jill (Eva Kaminsky)
- 2019 : Radioactive : la mère de Marie Curie (Georgina Rich)
- 2022 : Là où chantent les écrevisses : Patti Love (Jerri Tubbs)
- 2022 : Sous sa coupe : Beatriz (Aitana Sánchez-Gijón)
- 2022 : Babylon : Elinor St. John (Jean Smart)
- 2022 : Hellraiser : Serena Menaker (Hiam Abbass)
- 2024 : Messagères de guerre : Mildred (Kerry O'Malley (en))
- 2024 : Joy (en) : Sheila Howarth (Anastasia Hille)

#### Films d'animation
- 1984 : Luck L'Intrépide : Lady Kaan (2e doublage)[2]
- 2014 : Dragons 2 : Valka, la mère d'Harold[3]
- 2017 : Monster Family, les origines : la modèle
- 2019 : Dragons 3 : Le Monde caché :  Valka[3]
- 2019 : Monsieur Link : l'ancienne[4]
- 2022 : Alerte rouge : Grand-mère
- 2022 : Le Dragon de mon père : Iris le rhinocéros[5]

### Télévision

#### Téléfilms
- Barbara Auer dans (5 téléfilms) :
  - Noël sanglant (1999) : Marianne
  - Une bonne mère (2007) : Gesine Storath
  - L'Homme de novembre (2007) : Lena Droemer
  - Nos amis, nos amants (2013) : Heike Rogel
  - Le procès de l'innocence (2017) : Maria

- Nina Petri dans :
  - Amour aveugle (2003) : Johanna Schneider
  - Conseil de discipline (2004) : Marlies Kahle-Zenk
  - La Joueuse (2005) : Claudia

- Claire Rankin dans :
  - Petits meurtres et chrysanthèmes : Les roses de la vengeance (2016) : Jocelyn Barnes
  - Je vengerai ma mère (2018) : Michelle Spencer

- Bronwen Smith dans :
  - La vengeance de ma sœur jumelle (2018) : Eunice
  - Coup de foudre & chocolat (2019) : Susan Enright

- 2001 : Dangereuses rencontres : Leyla (Nina Hoss)
- 2006 : Trois sœurs made in Germany : Nora Sonnenberg (Barbara Rudnik)
- 2007 : La Femme de Checkpoint Charlie : Silvia « Veilchen » Bender (Maria Ehrich)
- 2009 : Au cœur de la tempête : Clementine Churchill (Janet McTeer)
- 2016 : La rédemption de ma fille : Donna Phillips (Chelah Horsdal)
- 2018 : Noël en héritage : Rachel Jacobs (Jill Larson (en))
- 2019 : Le jardin des coups de foudre : Audrey (Andi Matheny)
- 2019 : Prise au piège chez moi : Lucia (Lucy Boryer (en))
- 2021 : Dans l'enfer d'une secte : Heather (René Ashton)
- 2022 : Meurtre à Noël : Mme Hobart (Julia Farino)
- 2024 : Nugget Is Dead? A Christmas Story : Josephine (Tara Morice)

#### Séries télévisées
- Emily Watson dans (6 séries) :
  - Le Mari de la ministre (2013) : Freya Gardner (mini-série)
  - Genius (2017) : Elsa Einstein (saison 1)
  - Les Quatre Filles du docteur March (en) (2017) : Marmee March (mini-série)
  - The Third Day (2020) : Mrs Martin (mini-série)
  - Des liens trop étroits (en) (2021) : Dr Emma Robertson (mini-série)
  - Dune: Prophecy (depuis 2024) : Mère supérieure Valya Harkonnen

- Johanna Day (en) dans (5 séries) : 
  - Madam Secretary (2014-2019) : Ellen Hill (28 épisodes)
  - Blacklist (2017) : Eleanor Dawson (saison 5, épisode 6)
  - New Amsterdam (2019) : Tiara Dobbs (saison 1, épisodes 20 et 21)
  - The Good Fight (2020) : Dr Lola Pell (saison 4, épisode 6)
  - For Life (2020-2021) : Andrea Kayser (saison 1, épisode 8 et saison 2, épisode 9)

- Rya Kihlstedt dans :
  - Dexter (2011) : Dr Michelle Ross (7 épisodes)
  - Drop Dead Diva (2014) : Ellie Chapin (saison 6, épisode 7)

- Ivana Miličević dans :
  - Banshee (2013-2016) : Anastasia / Carrie Hopewell (38 épisodes)
  - Strike Back (2020) : Arianna Demachi (8 épisodes)

- Ann Cusack dans :
  - Better Call Saul (2016-2018) : Rebecca McGill (5 épisodes)
  - Mr. Mercedes (2017) : Olivia Trelawney (saison 1)

- Cate Blanchett dans :
  - Stateless (2020) : Pat Masters (mini-série)
  - Disclaimer (2024) : Catherine Ravenscroft

- Andrus Nichols dans : 
  - The Equalizer (2021) : Allison Findlay (saison 1, épisode 8)
  - FBI: Most Wanted (2022) : Denise Turner (saison 3, épisode 11)

- Joely Richardson dans :
  - The Gentlemen (2024) : Lady Sabrina
  - Surface (en) (2025) : Olivia (saison 2)

- 2003-2004 : Elisa : Margherita Maffei di Barbero (Eleonora Mazzoni) (4 épisodes)
- 2011-2012 : Merlin : la reine Annis (Lindsay Duncan) (saison 4, épisode 5 et saison 5, épisode 1)
- 2013 : The White Queen : Jacquette de Luxembourg (Janet McTeer) (mini-série)
- 2013 : Espions de Varsovie : Lady Angela Hope (Fenella Woolgar) (mini-série)
- 2015 : Les Enquêtes de Murdoch : Mme (Tara Koehler) (saison 9, épisode 6)
- 2015-2020 : Supergirl : Eliza Danvers (Helen Slater) (12 épisodes)
- 2017 : Top of the Lake : Delia (Dra McKay) (2e voix, saison 2, épisode 2) / Isadore (Marg Downey) (3 épisodes)
- 2017 : The Halcyon : Lady Priscilla Hamilton (Olivia Williams) (8 épisodes)
- 2017 : Ransom : la commandante Nina Sellars (Claire Rankin) (saison 1, épisode 3)
- 2018 : Daredevil : Sœur Maggie Grace (Joanne Whalley) (9 épisodes)
- 2018 : When Heroes Fly : Noga Avrahami (Yael Sharoni) (3 épisodes)
- 2018-2023 / 2021-2022 : Manifest : l'enquêtrice principale (Erika Rolfsrud) (saison 1, épisode 1 et saison 4, épisode 20) / Noelle Meyer (Heidi Armbruster) (5 épisodes)
- 2019 : Kidnapping : Renata (Hanna Dunowska) (épisodes 2 et 3)
- 2019-2022 : La Meute : Francisca (Claudia Di Girólamo) (13 épisodes)
- 2020 : Trying : Lizzie (Justine Mitchell) (saison 1, épisode 3 et 6)
- 2020 : Belgravia : Ellis (Saskia Reeves) (mini-série)
- 2020-2022 : La Unidad : Carla Torres (Nathalie Poza) (18 épisodes)
- 2020-2023 : Ragnarök : Rán Jutun (Synnøve Macody Lund) (18 épisodes)
- 2021 : Foundation : Zephyr Gilat (Julia Farino) (3 épisodes)
- 2021 : The Bite : Petra Bresser / Veruca Dumont (Joanna Gleason) (mini-série)
- 2021 : Lutins : Karen (Ann Eleonora Jørgensen) (6 épisodes)
- 2021 : Big Sky : Margaret Kleinsasser (Michelle Forbes) (6 épisodes)
- 2021 : La Templanza : Ursula (Victoria Mora) (épisode 1)
- 2021 : Lucifer : Eliza (Kristin Carey) (saison 6, épisode 4)
- 2021 : Le Renard : Ilse Menzel (Nina Petri) (saison 50, épisode 8)
- 2022 : FBI: Most Wanted : Erin Betz (Rachel Harker) (saison 3, épisode 21) / Cynthia Roarke (Emily Dorsch) (saison 4, épisode 8)
- 2022-2023 : La Brea : Kira (Simone McAullay (en)) (saison 2)
- 2023 : Citadel : Joe (Moira Kelly) (5 épisodes)
- 2023 : The Night Agent : Michelle Travers, la présidente des États-Unis (Kari Matchett) (6 épisodes)
- 2024 : Manhunt (en) : Mary Todd Lincoln (Lili Taylor) (mini-série)
- 2024 : High Potential : Wanda (Lynn Adrianna Freedman) (saison 1, épisode 6)
- 2024 : Enquêtes au paradis (en) : Helen Haddon (Tara Morice) (saison 1, épisode 5)

### Jeux vidéo
- 2018 : World of Warcraft: Battle for Azeroth : ?
- 2019 : Anthem : Tassyn
- 2019 : Rage 2 : ?
- 2020 : Ghost of Tsushima : Onibaba